# ゆにろーず
株式会社ゆにろーずは、「にんたまラーメン」シリーズで知られるラーメンチェーン店「ゆにろーず」を運営する企業。茨城県を中心に各地にチェーン店を展開。
かつて株式会社ランシステムとのフランチャイズ契約により、インターネットカフェ「スペースクリエイト自遊空間」も展開していた。

## 概要
- 本社・製麺工場
  - 茨城県取手市井野台二丁目3番49号
- 店舗
  - 「ゆにろーず」 20店舗（茨城県12店舗・千葉県3店舗・埼玉県1店舗・岩手県2店舗・石川県1店舗・大阪府1店舗） - フードコートとゲームコーナーを併設。オリジナルメニューに、にんにくとゆで卵などの食材を用いた「にんたまラーメン」シリーズがある。
    - うち4店舗（茨城T.S店（茨城県小美玉市）、大宮T.S店（埼玉県さいたま市西区）、金沢T.S店（石川県金沢市）、大阪T.S店（大阪府寝屋川市））はトラックステーション内に設置。大浴場・宿泊施設（大宮・金沢・大阪の各T.S店）を備えている[2]。

  - ほとんどの店舗が幹線道路に面して立地しており、大型車可の駐車場を完備している。
- スローガン
  - 「24時間365日おいしいラーメンを、お届けします。」[2]

## 沿革
- 1957年 - 創業。元々は製麺業やアイスクリームなどの卸売業者としてスタートしたが、1973年頃に自動販売機やゲーム機を併設したドライブインを取手市内に立ち上げ、その後ラーメン店を併設する形で支店舗を拡大していった[1]。
- 2007年12月16日 - 株式会社ランシステムとフランチャイズ契約を締結し、茨城県牛久市に「スペースクリエイト自遊空間牛久上柏田店」を開店。
- 2008年4月1日 - 石川県金沢市の金沢トラックステーション内に「ゆにろーず金沢T.S店」を開店。
- 2011年
  - 3月11日 - 東日本大震災の影響により一部店舗が休業していたが、同月29日には全店が営業を再開した。
  - 4月9日 - 埼玉県さいたま市西区の大宮トラックステーション内に「ゆにろーず大宮T.S店」を開店。
  - 7月16日 - 茨城県鉾田市に「ゆにろーず鹿嶋トラック休憩所店」を開店。
  - 12月22日 - 茨城県日立市に「日立十王店」を開店。
- 2012年8月1日 - 大阪府寝屋川市に「ゆにろーず大阪T.S店」を開店。
- 2013年1月31日 - 「スペースクリエイト自遊空間牛久上柏田店」が閉店。株式会社ランシステムとのフランチャイズ契約を解除。
- 2017年 - 創業60周年。
- 2018年9月 - 茨城県神栖市に「神栖店」を開店[1]。